# Isabel de Warenne
Isabel de Warenne, condesa de Surrey (c. 1137-c. 1203) fue una noble inglesa. Fue la única heredera superviviente de William de Warenne, III conde de Surrey y de su mujer, Adela, hija de William III de Ponthieu.

## Biografía
Era bisnieta del primer conde normando, William I de Warenne, y de su mujer, la flamenca Gundred, condesa de Surrrey. A la muerte de su padre en Tierra Santa aproximadamente en 1148, heredó el condado de Surrey y se casó alrededor de 1153 con Guillermo de Blois, el hijo menor de Esteban de Inglaterra, que se convirtió en conde por su matrimonio. Esta boda tuvo lugar en un momento crítico, durante la Anarquía inglesa y como parte de los intentos regios por controlar las tierras de Warenne.
La pareja no tuvo hijos y, tras la muerte de Guillermo en 1159, el hermano menor de Enrique II, Guillermo FitzEmpress, pidió su mano en 1162/3, pero Tomás Becket rechazó conceder la dispensa por afinidad que hubiera permitido salvar la consanguinidad. En abril de 1164, la condesa se casó con Hamelin de Anjou, medio hermano natural del rey Enrique, que se convirtió iure uxoris en conde de Surrey. La condesa vivió una vida inusualmente larga, muriendo a la edad de 73 años.

## Familia
Con Guillermo de Boulogne no tuvo descendencia, pero de su segundo matrimonio con Hamelin de Anjou tuvo cuatro hijos:
- Guillermo, más tarde V conde de Surrey (1166–1240)[3]
- Ela (nacida hacia 1170, muerta en fecha desconocida), casada en primeras nupcias con Robert de Naburn y posteriormente con William FitzWilliam de Sprotborough.[4]
- Isabel, casada primero con Robert de Lacy y luego con Gilbert de l'Aigle, señor de Pevensey.[4]
- Matilda, casada en primer lugar con Henry, conde de Eu y señor de Hastings y más tarde con Henry de Stuteville.[5][4]